# Gardenien
Die Gardenien (Gardenia) sind eine Pflanzengattung innerhalb der Familie der Rötegewächse (Rubiaceae). Die Gattung kommt mit etwa 60 bis 250 Arten in den Tropen der Alten Welt vor. Einige Arten werden auch außerhalb des natürlichen Verbreitungsgebiets als Zierpflanze und Heilpflanze kultiviert.

## Beschreibung

### Erscheinungsbild und Blätter
Gardenia-Arten sind Sträucher oder selten kleine Bäume. Sie sind meist immergrün, können aber fakultativ laubabwerfend sein. Sie besitzen keine Dornen oder Kurztriebe sind zu Dornen umgewandelt. Knospen und junge Zweige sind oft harzig. Junge Zweige sind vierkantig.
Die gegenständigen, manchmal in Gruppen an den Enden der Zweige zusammenstehenden Laubblätter sind gestielt oder sitzend und besitzen oft Domatien. Die einfachen Blattspreiten ledrig. Die Blattränder sind glatt oder gesägt. Die haltbaren oder abfallenden, dreieckigen Nebenblätter sind nur an ihrer Basis um den Zweig herum verwachsen oder sogar auf ihrer ganzen Länge mützenartig verwachsen, dann reißen sie auf einer Seite auf.

### Blütenstände und Blüten
Die manchmal auf einem Blütenstandsschaft stehenden, bündeligen bis zymösen Blütenstände sind pseudoseitenständig und/oder endständig angeordnet. Es sind Tragblätter vorhanden. In einem Blütenstand stehen einige Blüten zusammen oder er ist auf nur eine Blüte reduziert. Die Blüten sind gestielt oder sitzend.
Die duftenden, oft relativ großen und auffälligen, zwittrigen, schwach zygomorphen Blüten sind fünf- bis zwölfzählig und besitzen eine doppelte Blütenhülle. Die grünen Kelchblätter sind verwachsen. Die Kronblätter sind zuerst weiß, werden dann gelb bis orange und zuletzt braun. Die Kronblätter sind trichterförmig oder zylindrisch verwachsen mit fünf bis zwölf Kronlappen. Es ist nur ein Kreis mit fünf bis neun fertilen Staubblättern vorhanden. Zwei Fruchtblätter sind zu einem unterständigen Fruchtknoten verwachsen. Es ist ein Stempel mit einer zwei- bis neunlappigen Narbe vorhanden. Oft ist ein Diskus vorhanden. Die Bestäubung erfolgt durch Insekten (Entomophilie).

### Früchte und Samen
Die dickwandige Frucht (Beere oder Steinfrucht) enthält viele Samen in einer pulpaartigen Masse. Die mittelgroßen Samen sind abgeflacht und ellipsoid. Die Samenschale (Testa) ist ledrig oder häutig. Die Samen enthalten horniges Endosperm und eine kleine bis mittelgroßen Embryo mit zwei laubblattähnlichen Keimblättern (Kotyledonen).

## Verbreitung
Die Gattung Gardenia ist weit verbreitet in tropischen und subtropischen Gebieten Afrikas sowie Asiens, auf Madagaskar und auf pazifischen Inseln.

## Systematik
Der Gattungsname Gardenia wurde 1761 durch John Ellis in Philos. Trans., 51 (2), S. 935 erstveröffentlicht. Der Gattungsname Gardenia ehrt Alexander Garden (1730–1791), einen Arzt in Aberdeen, der Schriftverkehr mit Carl von Linné hatte. Synonyme für Gardenia J.Ellis sind: Berghias Juss., Bergkias Sonn., Bertuchia Dennst., Caquepira J.F.Gmel., Decameria Welw., Gardena Adans. orth. var., Kumbaya Endl. ex Steud., Piringa Juss., Pleimeris Raf., Sahlbergia Neck. nom. inval., Sulipa Blanco, Thunbgeria Montin, Varnera L., Warneria L. nom. inval., Yangapa Raf. Die Gattung Gardenia wurde der Tribus Gardenieae zugeordnet, da sie nicht monophyletisch wurde diese aufgelöst und so steht diese Gattung derzeit incertae sedis in der Unterfamilie Ixoroideae Raf. innerhalb der Familie der Rubiaceae. Der Umfang der Gattung wird diskutiert.
Es gibt etwa 135 bis 250 Gardenia-Arten (hier eine Auswahl):
- Gardenia actinocarpa Puttock: Die Heimat ist Queensland.[4]
- Gardenia anapetes A.C.Sm.: Sie ist ein Endemit vom Südwesten der Fidschi-Insel Vanua Levu.[4]
- Gardenia angkorensis Pit.: Sie kommt in Kambodscha und in der chinesischen Provinz Hainan vor, dort gedeiht sie in Wäldern und Gebüschen an Fließgewässern in Tälern oder an Berghängen.
- Gardenia annamensis Pit.: Die Heimat ist Vietnam.[4]
- Gardenia aqualla Stapf & Hutch.: Die Heimat ist das tropische Westafrika bis Uganda.[4]
- Gardenia brachythamnus (K.Schum.) Launert: Die Heimat ist Sambia bis Namibia.[4]
- Gardenia brighamii H.Mann: Ein Strauch oder kleiner Baum mit Wuchshöhen von 1 bis 6 m, der im Tiefland von Hawaii in tropischen Trockenwald beheimatet ist.
- Gardenia carinata Wall.: Die Heimat ist Thailand bis Malaysia.[4]
- Gardenia cornuta Hemsl.: Die Heimat ist Mosambik bis Südafrika.[4]
- Gardenia erubescens Stapf & Hutch.: Sie kommt vom westlichen tropischen Afrika bis Uganda vor.[4] Sie ist ein Strauch bis 6 m hoch mit essbaren Früchten.
- Gardenia gjellerupii Valeton: Die Heimat ist Papuasien.[4]
- Gardenia gummifera L.f.: Kleine Bäume mit Wuchshöhen von bis zu 3 m; sie kommen in Indien vor[4].
- Gardenia hainanensis Merr.: Sie gedeiht in Wäldern an Fließgewässern in Tälern oder an Berghängen in Höhenlagen zwischen 100 und 1200 Metern nur in den chinesischen Provinzen Hainan und Guangxi (Shangsi).
- Gardenia imperialis K.Schum.: Der kleine Baum mit Wuchshöhen von bis zu 12 Metern ist im tropischen Afrika beheimatet.[4] Er kommt dort in zwei Unterarten vor.[4]
- Gardenie  (Gardenia jasminoides J.Ellis, Syn.: Gardenia angusta (L.) Merr., Gardenia augusta Merr. nom. illeg., Gardenia angustifolia Lodd., Gardenia florida L. nom. illeg. superfl., Gardenia florida f. oblanceolata Nakai, Gardenia florida var. ovalifolia Sims, Gardenia florida f. simpliciflora Makino, Gardenia grandiflora Lour., Gardenia jasminoides f. grandiflora (Lour.) Makino, Gardenia jasminoides var. grandiflora (Lour.) Nakai, Gardenia jasminoides var. longisepala (Masamune) F.P.Metcalf, Gardenia jasminoides f. maruba (Sieb. ex Blume) Nakai ex Ishii, Gardenia jasminoides var. maruba (Sieb. ex Blume) Nakai, Gardenia jasminoides f. oblanceolata (Nakai) Nakai, Gardenia jasminoides f. ovalifolia (Sims) H.Hara, Gardenia jasminoides var. ovalifolia (Sims) Nakai, Gardenia jasminoides var. radicans (Thunb.) Makino, Gardenia jasminoides f. simpliciflora (Makino) Makino, Gardenia jasminoides f. variegata (Carr.) Nakai, Gardenia jasminoides var. variegata (Carr.) Makino, Gardenia maruba Sieb. ex Blume, Gardenia pictorum Hassk., Gardenia radicans Thunb., Gardenia radicans var. variegata Carr., Gardenia schlechteri H.Lév. non Bonati & Petitmengin, Genipa florida (L.) Baill., Genipa grandiflora (Lour.) Baill., Genipa radicans (Thunb.) Baill., Jasminum capense Mill.): Mit mindestens zwei Unterarten. Die Heimat ist das südliche China, Taiwan, Japan, Vietnam, Nordkorea, Kambodscha, Thailand, Bhutan, Laos, Nepal, Indien und Pakistan.
- Gardenia latifolia Aiton: Sträucher oder Bäume mit Wuchshöhen zwischen 5 und 10 m in Indien und Bangladesch.[4]
- Gardenia mannii H.St.John & Kuykendall: Die Heimat ist die Insel Oʻahu von Hawaii.[4]
- Gardenia nitida Hook.: Die Heimat ist das tropische Westafrika.[4]
- Gardenia philastrei Pierre ex Pit.: Die Heimat ist Indochina.[4]
- Gardenia posoquerioides S.Moore: Die Heimat ist Tansania, das östliche Kenia und das östliche Simbabwe.[4]
- Gardenia pseudopsidium (Blanco) Fern.-Vill.: Wird auch als Sulipa pseudopsidium Blanco zur Gattung Sulipa gerechnet.
- Gardenia remyi H.Mann: Heimat Hawaii.[4]
- Gardenia resinifera Roth (Syn.: Gardenia lucida Roxb.): Sträucher oder kleine Bäume mit Wuchshöhen bis zu 3 m in Indien bis Myanmar.[4]
- Gardenia resiniflua Hiern: Die Heimat ist Zaire bis Südafrika.[4]
- Gardenia sokotensis Hutch.: Die Heimat ist das tropische Westafrika.[4]
- Gardenia sootepensis Hutch.: Sie kommt in Laos, Thailand und in der chinesischen Provinz Yunnan, dort gedeiht sie in Wäldern an Fließgewässern, am Rand von Dörfern oder an Berghängen in Höhenlagen zwischen 700 und 1600 Metern.
- Gardenia stenophylla Merrill: Sie kommt in Vietnam und in den chinesischen Provinzen Anhui, Guangdong, Guangxi, Hainan sowie Zhejiang vor, dort gedeiht sie in Wäldern und Gebüschen an Fließgewässern in Tälern und am Straßenrand in Höhenlagen zwischen 100 und 800 Metern.
- Gardenia taitensis DC.: Die Heimat sind die Inseln des südwestlichen Pazifik.[4]
- Gardenia ternifolia Schumach. & Thonn. (Syn.: Gardenia jovis-tonantis ): Die Heimat ist das tropische Afrika bis zum südlichen Afrika.[4]
- Wald-Gardenie (Gardenia thunbergia L. f.): Sträucher oder kleine Bäume mit Wuchshöhen zwischen 2 und 5 m in Mosambik bis Südafrika.[4]
- Gardenia tubifera Wall.: Kleiner Baum mit Wuchshöhen von bis zu 15 m in Indochina bis Malesien.[4]
- Gardenia volkensii K.Schum. (inkl. Gardenia spathulifolia Stapf & Hutch.): Heimat ist Äthiopien bis zum südlichen Afrika.[4]

Nicht mehr zu dieser Gattung werden gerechnet:
- Gardenia turgida Roxb.  =>  Ceriscoides turgida (Roxb.) Tirveng.

## Nutzung
Einige Arten aus Asien sowie aus dem Pazifikraum und ihre Sorten werden als Zierpflanzen verwendet, aber Gardenia jasminoides wird am häufigsten verwendet. Sie werden in Parks und Gärten kultiviert. Als Zimmerpflanzen gehören sie zu den etwas schwierig zu pflegenden Arten. Es gibt auch Sorten mit gefüllten Blüten.
Gardenien gelten als schwer kultivierbar. Da sie in warmen feuchten tropischen Regionen heimisch sind, benötigen sie eine hohe Luftfeuchte. Sie blühen am besten in saurem, gut entwässerten Boden.

## Weitere Bilder
Gardenia brighamii:

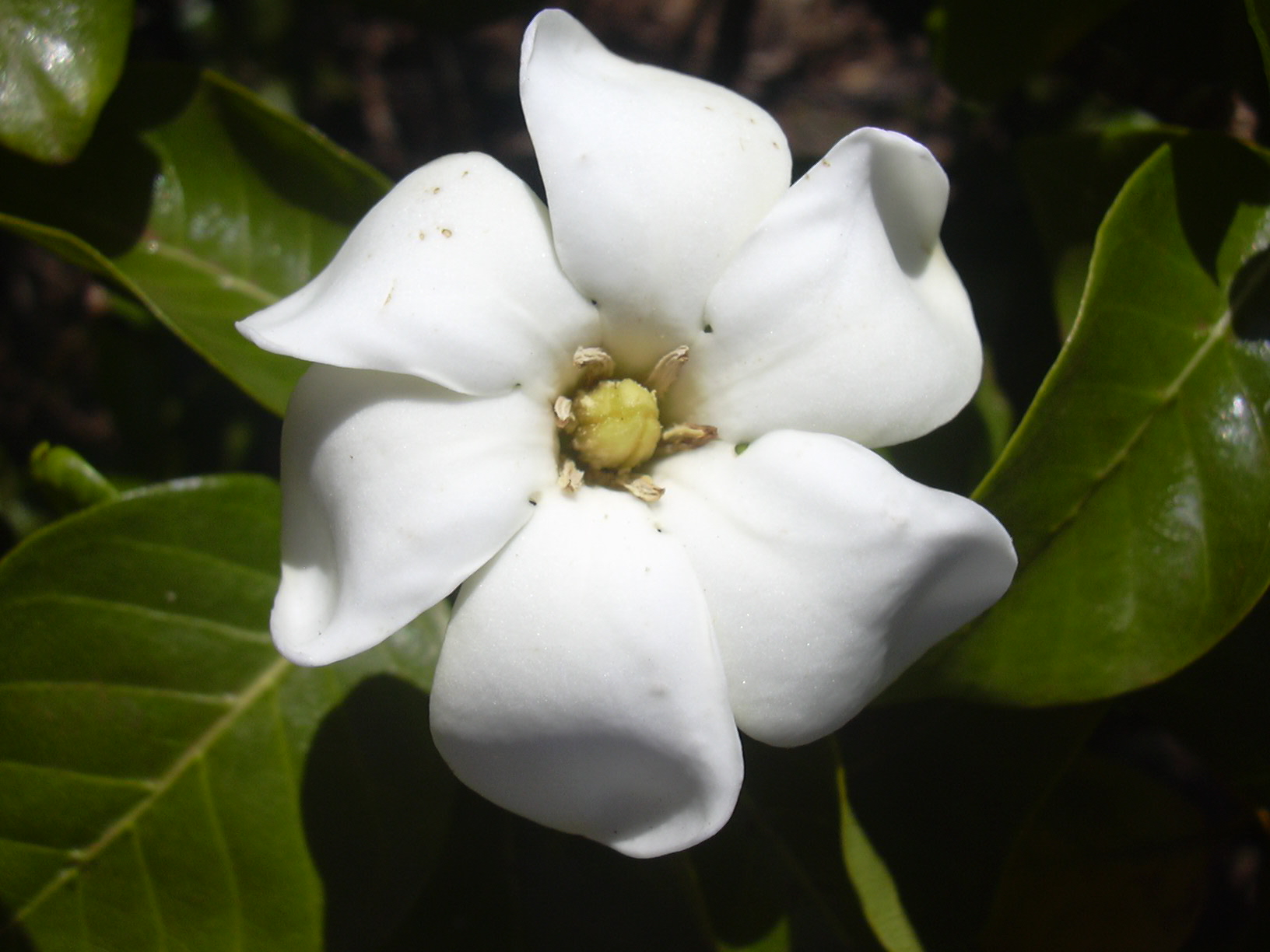
Sechszählige Blüte
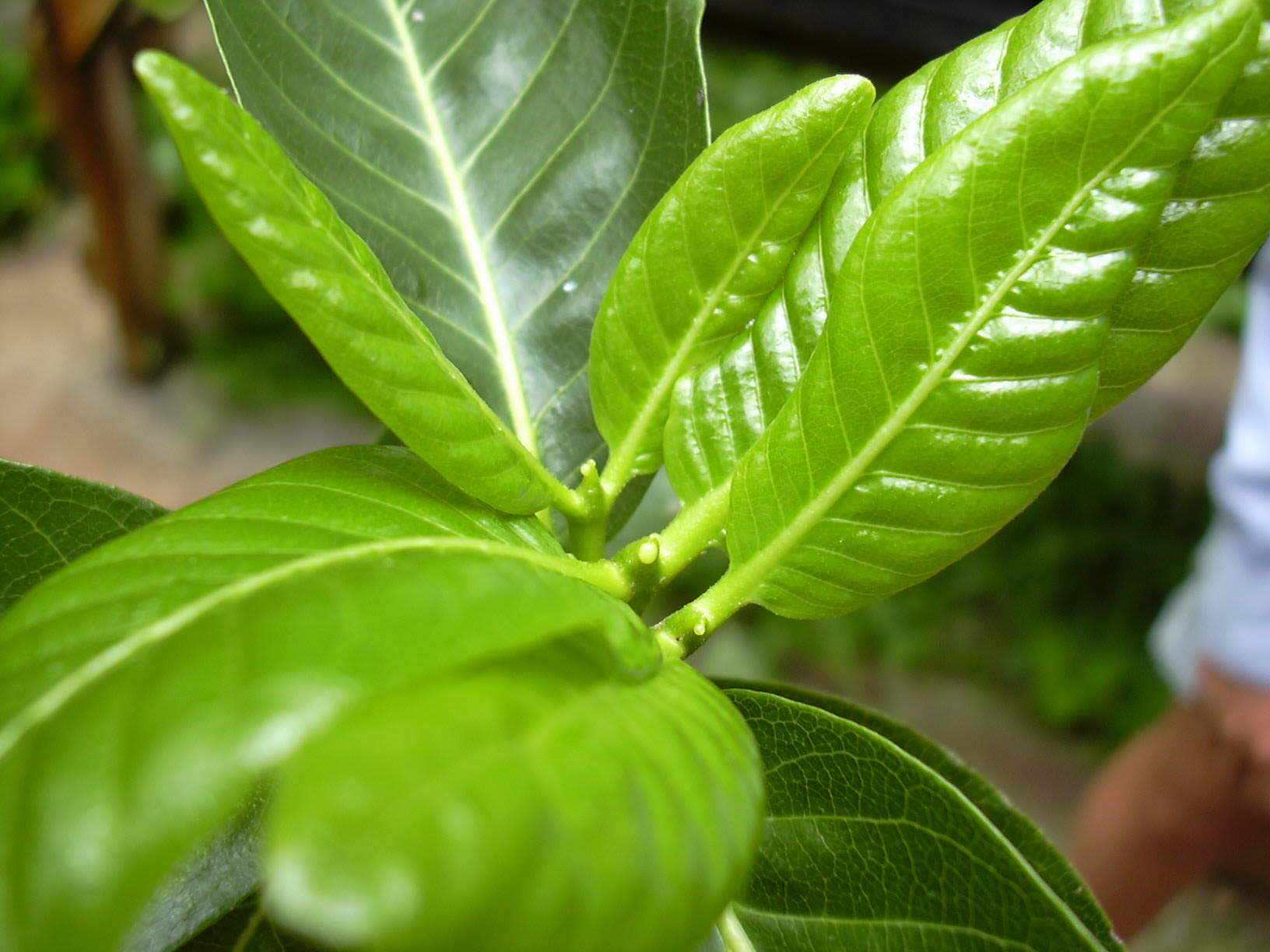
Gegenständige Blätter
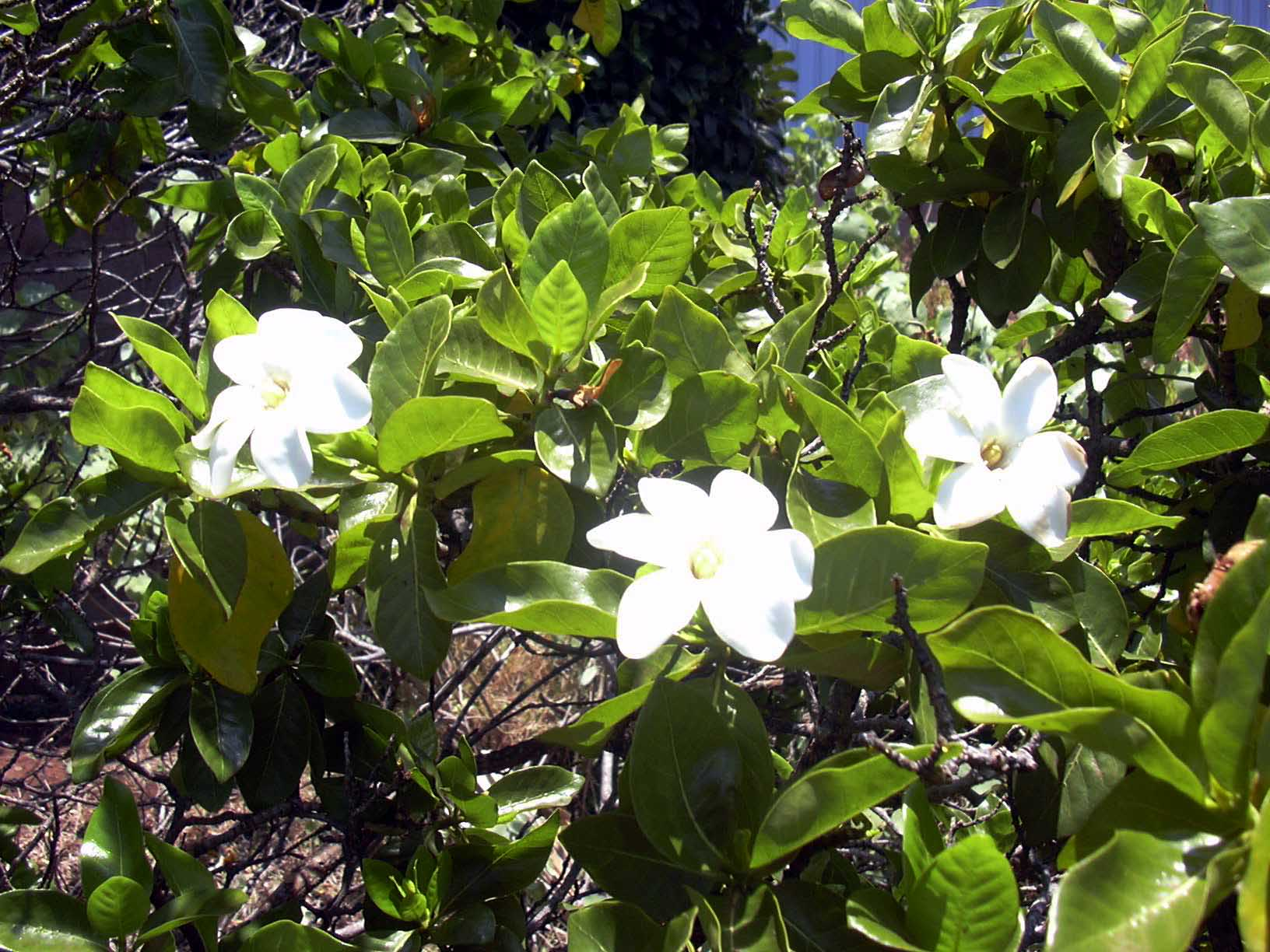
Habitus
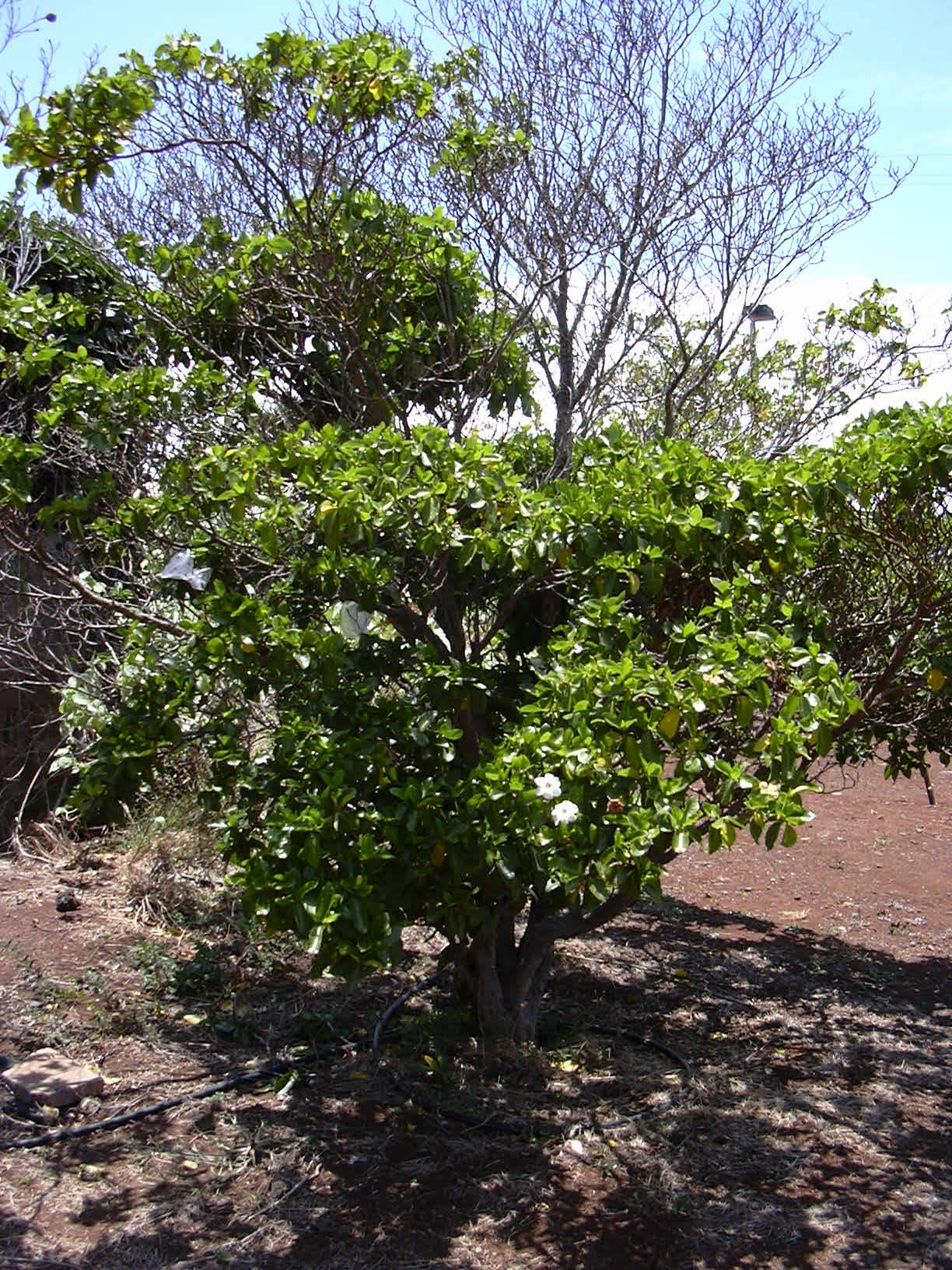
Habitus

Weitere Arten:

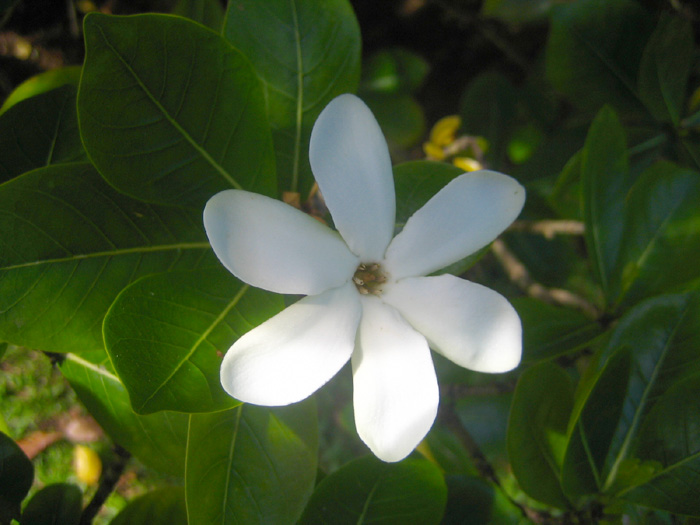
Sechszählige Blüte von Gardenia taitensis
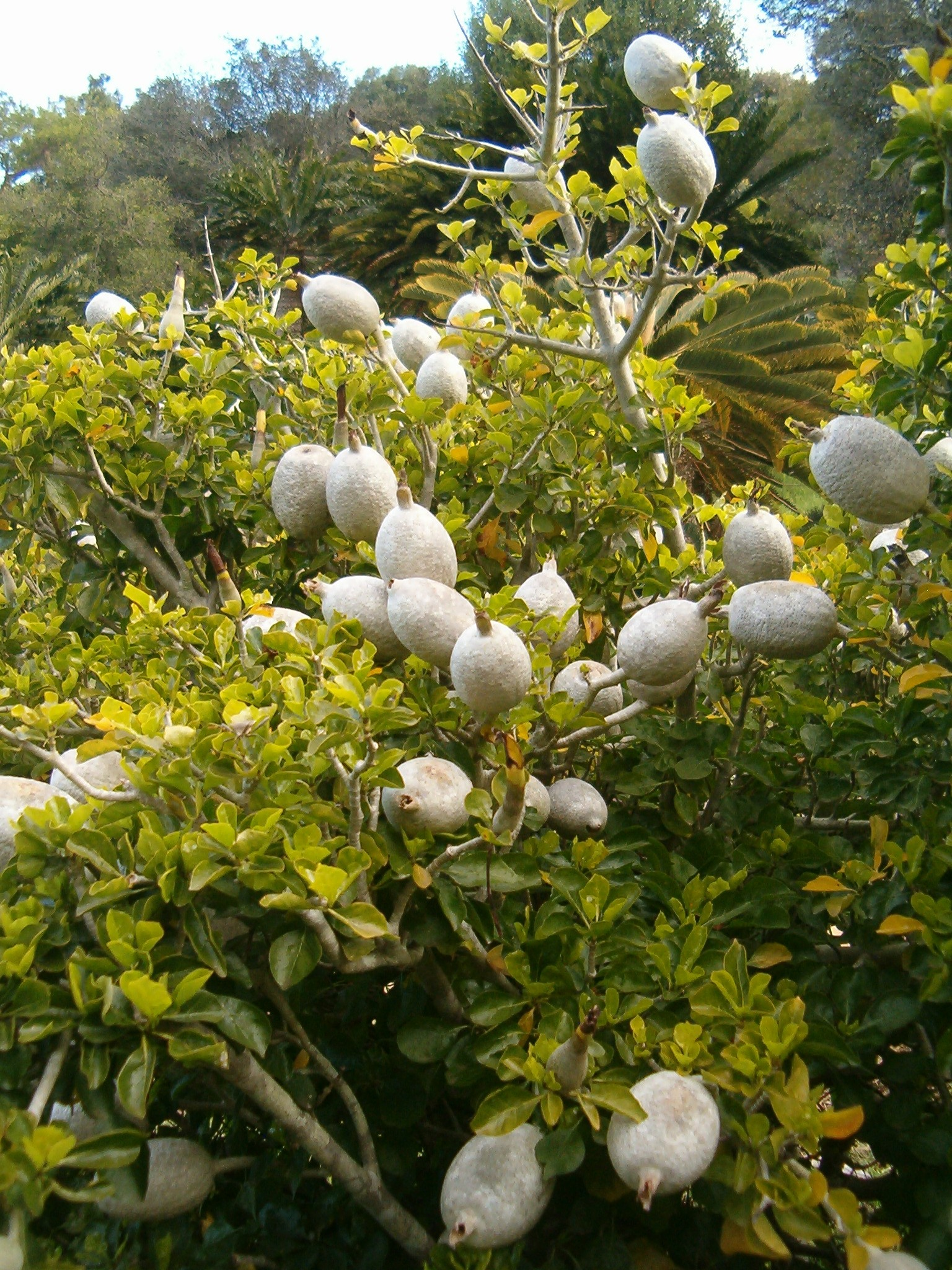
Habitus, Laubblätter und Früchte von Gardenia ternifolia subsp. jovis-tonantis
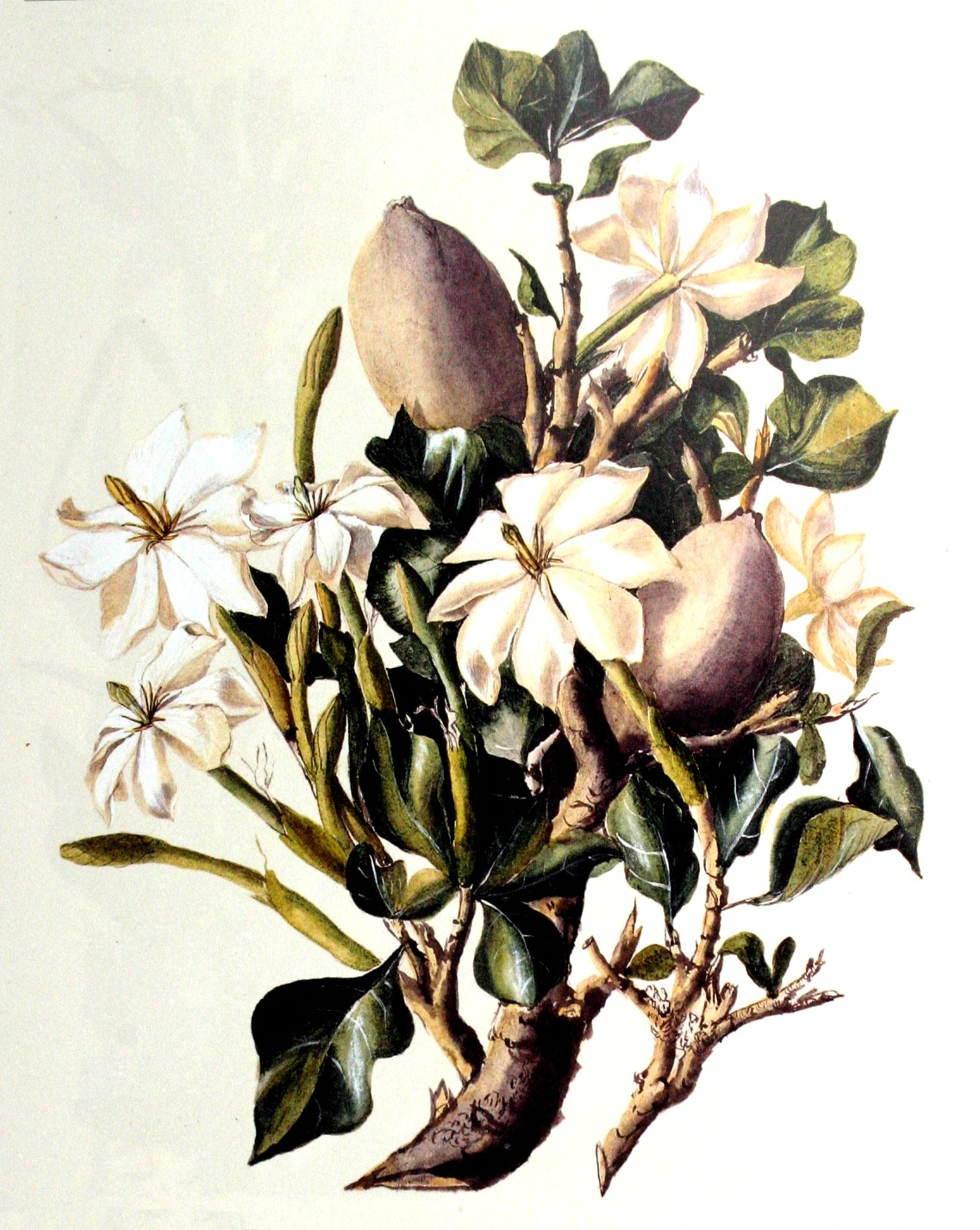
Illustration der Wald-Gardenie (Gardenia thunbergia)